# پلیز دونت تل
پلیز دونت تل (انگلیسی: Please Don't Tell) که به اختصار پی‌دی‌تی (PDT) نامیده می‌شود، یک بار کوکتل به سبک اسپیک‌ایزی است که در ایست ویلیج، منهتن واقع شده است. این بار را اغلب نخستین بار اسپیک‌ایزی و مبتکر این سبک می‌دانند که صنعت بار آمریکا را به طرق متعددی تحت تأثیر قرار داده است، از جمله آغاز یک تغییر عمیق و اثرگذار در فرهنگ کوکتل شهر نیویورک در سال ۲۰۱۰، جی‌کیو آن را یکی از ده بار برتر در ایالات متحده قرار داد.